# 長沼秀世
長沼 秀世（ながぬま ひでよ、1937年 - ）は、日本の経済学者・歴史学者、津田塾大学名誉教授。専門はアメリカ社会経済史。

## 来歴
1960年（昭和35年）東京都立大学人文学部卒業。1966年（昭和41年）一橋大学大学院社会学研究科博士課程単位取得後退学。指導教官は小原敬士。ウィスコンシン大学に留学。津田塾大学講師となり、のち助教授・教授を歴任。この間、ミシガン大学、ニューヨーク市立大学、ノースカロライナ大学研究員。2004年（平成16年）「アメリカ社会運動史研究 産業別組織会議 (CIO) の諸問題」で一橋大社会学博士。2008年（平成20年）定年。

## 著書
- 『ニューヨークの憂鬱 豊かさと快適さの裏側』中公新書　1985年
- 『アメリカの社会運動 CIO史の研究』彩流社　2004年
- 『ウィルソン』世界史リブレット、山川出版社、2013年

## 共著
- 『アメリカ現代史』新川健三郎共著　岩波書店　1991年 世界歴史叢書
- 『世界の歴史 26　世界大戦と現代文化の開幕』木村靖二、柴宜弘共著　中央公論社　1997年 のち文庫

## 翻訳
- M.オッペンハイマー編『アメリカの軍隊』福村出版　1972年
- ソウル・アリンスキー『市民運動の組織論』未来社　1972年
- ライト・ミルズ『新しい権力者 労働組合幹部論』河村望共訳　青木書店　1975年